# Alejandro VIII
Alejandro VIII, nacido como Pietro Vito Ottoboni (Venecia, 22 de abril de 1610-Roma, 1 de febrero de 1691) fue el 241.er papa de la Iglesia católica entre 1689 y 1691.

## Orígenes y formación
Pertenecía a una ilustre familia veneciana de origen dálmata: fue el más joven de los nueve hijos de Marco Ottoboni, Gran Canciller de la República de Venecia, y de su esposa Vittoria Tornielli.
Sus estudios tempranos fueron realizados con brillantez en la Universidad de Padua, donde en 1627 completó un doctorado en derechos civil y canónico.

## Carrera eclesiástica
Se trasladó a Roma durante el pontificado de Urbano VIII, el cual lo nombró referendario del Tribunal de la Signatura Apostólica y luego gobernador de las ciudades de Terni, Rieti y Spoleto desconociéndose las circunstancias de su ordenación sacerdotal.

### Cardenalato y episcopado
A petición de la República de Venecia, en 1652 el papa Inocencio X lo nombró cardenal del título de San Salvador en Lauro.
En 1654 fue consagrado obispo de Brescia. En 1660 cambió su título cardenalicio por el de S. Marco. Dimitió de su sede episcopal de Brescia en 1664. Tres años después el papa Clemente IX le nombró datario de Su Santidad. En 1677 fue investido gran inquisidor de Roma y secretario del Santo Oficio por el papa Inocencio XI. Este mismo año cambió su título cardenalicio por el de S. Maria in Trastevere. También como cardenal optó sucesivamente al título de Santa Prassede (1680), y a los obispados suburbicarios de Sabina (1681), Frascati (1683) y Porto-Santa Rufina (1687). Este mismo año fue elegido vicedecano del Sacro Colegio Cardenalicio.
Participó en los cónclaves de 1667, 1669-1670, 1676 y 1689, resultando elegido papa en este último.

## Papado

### Elección
A la muerte de Inocencio XI el embajador del Rey Luis XIV de Francia presionó al cónclave para que eligiera a Ottoboni, ya octogenario y a priori bastante dócil ante los propósitos franceses. Sin embargo fue difícil alcanzar una mayoría puesto que ocho cardenales estaban ausentes. Además, en el curso de la reunión otro cardenal falleció y dos más tuvieron que abandonarla por enfermedad. Después de cincuenta días de votaciones y de que funcionaran las presiones y las promesas de futuro, resultó elegido por unanimidad: era el 16 de octubre de 1689. Diez días después fue coronado papa en la Patriarcal Basílica Vaticana por el cardenal Francesco Maidalchini, protodiácono de S. Maria in Via Lata.

### Actuación pontifical

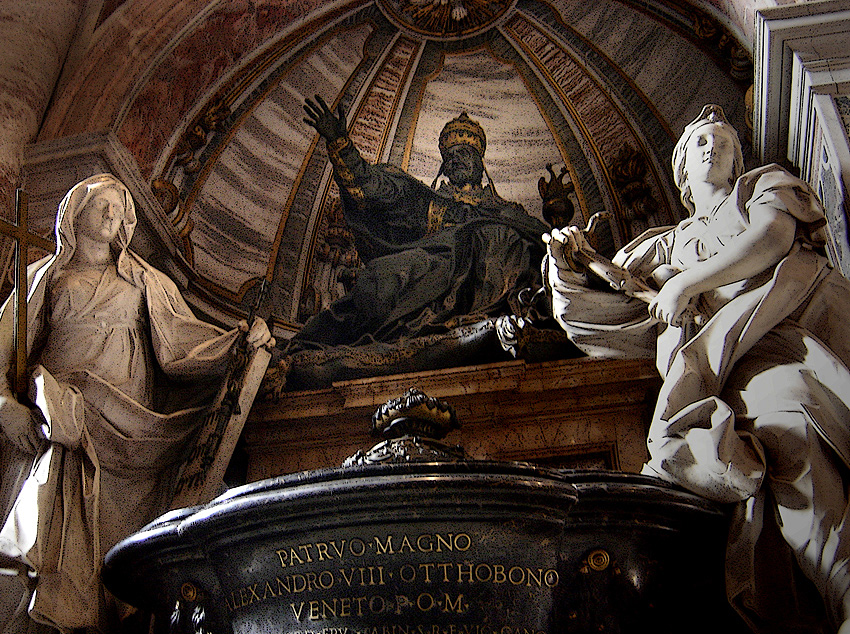
Tumba de Alejandro VIII en la Basílica de San Pedro.

Su pontificado duró un año y cuatro meses, pero resultó excepcionalmente activo.
A la muerte de su predecesor, el tesoro pontificio estaba en condiciones saneadas. Alejandro VIII invirtió la situación de bonanza: rebajó los impuestos y literalmente dilapidó las finanzas papales en dádivas a su familia.
Contraviniendo las prácticas del pontificado anterior, inmediatamente después de que lo eligieran papa se lanzó a un nepotismo desenfrenado: en Roma se registró un auténtico desembarco de Ottoboni venecianos y de sus allegados, todos prestos a recibir cargos y prebendas. Ciñiéndonos a sus familiares más próximos, nombró un sobrino suyo, Antonio, general en jefe de los ejércitos de los Estados de la Iglesia; a otro sobrino, Pietro, de diecinueve años, le nombró cardenal diácono pro illa vice de S. Lorenzo in Damaso, gobernador de Fermo, Tívoli y Capranica, vicecanciller de la Iglesia Romana, secretario de memoriales y vicario papal en el territorio de Aviñón; a un tercer sobrino, Marco, que era jorobado, cojo y con las facultades mentales algo disminuidas, lo nombró superintendente de las fortalezas y las galeras papales y compró para él el ducado de Fiano mediante el pago de una auténtica fortuna. Se dice que Alejandro VIII, previendo que le quedaba poca vida y que su sucesor no sería tan pródigo, instaba a sus favorecidos a acaparar rápidamente el máximo de prebendas con la frase: Le 24 stanno per scoccare («falta poco para la medianoche»).
A finales de 1690, y mediante decreto del Santo Oficio, condenó 31 proposiciones de las más de 200 presentadas por un grupo de teólogos jesuitas belgas, específicamente los de la universidad de Lovaina, a propósito de la gracia, la penitencia y de la eucaristía, así como la teoría del «pecado filosófico». También se opuso al "rigorismo" excesivo de determinadas corrientes morales, contrapuesto al «laxismo» que había sido denunciado en pontificados anteriores.
Pese al patrocino del monarca de Francia, condenó la declaración realizada en 1682 por el clero de este país en relación con las libertades de la iglesia galicana. Mediante la bula Inter multiplices de 1691 declaró anulados cuatro artículos de aquella declaración, así como el derecho de regalía. Sin embargo, Luis XIV, cuya situación política estaba en un momento crítico, consiguió ganancias con las disposiciones pacíficas del nuevo papa, y le restituyó el territorio de Aviñón y del Condado Venaissin, al tiempo que renunciaba al derecho de asilo de la embajada francesa. En compensación, Alejandro VIII nombró al más férvido de los galicanos, el obispo de Beauvais y embajador de Francia ante la Santa Sede Toussaint de Forbin Janson, cardenal del título de Santa Inés Extramuros.
Compró los libros y manuscritos de la reina Cristina de Suecia para nutrir la Biblioteca Vaticana, ayudó a su Venecia natal con generosos subsidios en la guerra contra los turcos, instituyó en China las diócesis de Pekín y Nankín, y convocó tres consistorios, en los cuales creó un total de catorce cardenales.

### Canonizaciones
Durante su pontificado, Alejandro VIII canonizó en 1690 a Lorenzo Giustiniani, Juan de Dios, Pascual Baylón y Juan de Sahagún.

## Muerte
Falleció en Roma el 1 de febrero de 1691, y está sepultado en la Patriarcal Basílica Vaticana bajo un suntuoso mausoleo obra de Arrigo di San Martino.
Las profecías de San Malaquías se refieren a este papa como Pœnitentia gloriosa (La penitencia gloriosa), cita que al parecer hace referencia a su nombre de pila, Pedro, y al apóstol Pedro se le considera el "gran arrepentido", aunque una segunda lectura asocia la cita con el día en el que fue elegido está consagrado a San Bruno, considerado el ángel de la penitencia. Existe otra tercera explicación a la cita, y es la que hace referencia a que forzó a los obispos franceses al arrepentimiento en su Declaración del Clero de Francia